# (8542) 1993 VB2
(8542) 1993 VB2 là một tiểu hành tinh vành đai chính. Nó được phát hiện bởi Seiji Ueda và Hiroshi Kaneda ở Kushiro, Hokkaidō, Nhật Bản, ngày 11 tháng 11 năm 1993.